# Franco Piccinelli
Franco Piccinelli (Neive, 18 dicembre 1933 – Alba, 11 febbraio 2014) è stato uno scrittore e giornalista italiano.

## Biografia
È stato uno dei maggiori scrittori italiani di epica contadina. È nato a Neive, in provincia di Cuneo nel dicembre del 1933, quando l’America aveva deciso di dire fine al proibizionismo. Figlio di un capostazione, Irmo, e di una maestra, Adele, era il secondo di due figli. L’altro, Ernesto, era più grande di quattro anni.
Erano anni di profonde tensioni sociali in tutta l’Europa. L’Italia, che aveva dato inizio alla sua politica di espansionismo coloniale in Africa e verso l’Albania,  stava vivendo il periodo del ventennio fascista e si era avvicinata pericolosamente alla Germania hitleriana con il Patto d’acciaio.
In questo contesto che, perdurando una seria crisi economica, Franco Piccinelli ricorda, nei suoi soventi racconti ai figli, Paolo e Laura, la sua frequentazione a scuola, le figure dei suoi maestri, di alcune materie di allora come “Storia e cultura fascista”, “Igiene e cura della persona”, imposte da una serie di riforme scolastiche, a cominciare da quella di Giovanni Gentile del 1923, e alle frequenti visite degli ispettori ministeriali che verificavano l’esatta applicazione delle disposizioni.
Terminati gli studi classici, presso il liceo "G. Govone" di Alba, si iscrisse alla facoltà di Giurisprudenza dell’Università di Camerino, nel corso dei quali iniziò la sua attività di giornalista che lo portò, tra il 1965 e il 1969, a lavorare per il quotidiano di Ancona, "La Voce Adriatica", del quale divenne anche direttore.
Il suo romanzo d'esordio, Le colline splendono al buio, è del 1961. Autore di oltre 40 libri, tra saggi, romanzi e poesie, ha ambientato la maggior parte delle sue opere proprio nelle Langhe, di dove era originario, proseguendo la tradizione di Cesare Pavese, Beppe Fenoglio e Nuto Revelli pur rimanendo il suo stile differente, fresco, brioso, piacevole, con la passione del dettaglio.
Come giornalista diresse il quotidiano Voce Adriatica dal 1965 al 1968, per poi entrare in Rai. Negli anni dal 1974 al 1977 condusse dagli studi di Roma la rubrica televisiva Oggi al Parlamento. Il 24 aprile 1979, quando era caporedattore del Telegiornale Rai di Torino, fu oggetto di un attentato dei Proletari Armati per il Comunismo che lo ferirono gravemente alle gambe.
Ripresosi, Piccinelli tornò a Roma dedicandosi alla radio e alla TV non più come cronista, ma come conduttore dal tocco intellettuale: si ricordano il programma televisivo di Rai 2 Il pomeriggio, presentato assieme ad Anna Benassi, Nicoletta Orsomando e Paolo Cavallina nel 1980 -1981, e il programma radiofonico di prima mattinata di Rai Radiodue I giorni (divagazioni quotidiane sul fluire del tempo nella storia dell'uomo) in onda tutti i giorni dal lunedì al venerdì dalle 6 alle 9,05 contenitore che dava la sveglia agli italiani, a più riprese dal 29 settembre al 31 ottobre 1980 e successivamente dal 1 al 26 febbraio 1982.

## Opere
- Le colline splendono al buio (1961)
- Un terribile gioco (1966)
- Lettere dalle langhe (1971)
- Sapore di terra (1972)
- Suonerà una scelta orchestra (1974)
- Luna di luglio (1975)
- Bella non piangere (1976)
- Paura a mezzogiorno (1977)
- Tersilio Manera contadino (1979)
- I giorni del patriarca (1980)
- Stagioni: tutte le poesie di Piccinelli (1981)
- La grande casa (1982)
- Feste di langa (1982)
- Fino all'ultimo filare: il futuro della campagna: dalla tradizione alla tecnologia (1984)
- Un amore italiano (1985)
- Viaggio nell'aldilà (1987)
- Il treno delle sei (1987)
- Italiaddio (1988)
- Domenica d'ottobre (1989)
- Tre civette sul comò: i giochi della nostra infanzia (1990)
- Gente di tutti i giorni (1991)
- Le confessioni di un arciprete (1991)
- Gli avvoltoi (1992)
- La sfida: il mondo contadino per guidare l'Italia (1993)
- C'era una volta l'Italia (1994)
- La pioggia del diavolo (1995)
- C'era una volta il treno (1996)
- L'ultimo appello (1998)
- Dialoghi dei carabinieri con delitto (1999)
- Una partita stregata (2000)
- La collina dell'addio (2001)
- Con le radici al vento (2002)
- L'incompiuto destino di una maestra di scuola (2005)
- La vita è wittoria (2006)
- L'uomo del rondò (2008)
- Il prete, la sarta e il diavolo (2010)
- La felicità sotto casa (2012)